# Рыжов, Иван Павлович
Ива́н Па́влович Рыжо́в (12 (24) апреля 1890, с. Илёв, Нижегородская губерния, — 28 июня 1938, Минск) — советский партийный, государственный и профсоюзный деятель. Член ВЦИК СССР. Расстрелян, реабилитирован посмертно.

## Биография
Член РСДРП(б) с 1913 года. После Октябрьской революции 1917 года на партийной работе. В 1920—1921 годах — председатель Нижегородской ГубЧК. В 1921—1923 годах — заведующий организационным отделом Московского губкома РКП(б).
С мая 1923 года — секретарь Полоцкого районного комитета КП(б)Б, с апреля 1924 года — секретарь Витебского районного, с августа 1925 года — окружного комитета. С 1927 года — заведующий отделом ЦК КП(б)Б. С июня 1928 года до мая 1932 года — председатель Центрального совета профсоюзов Белоруссии.
В 1924—1932 годах — член ЦК, в 1927—1932 годах — член Бюро ЦК КП(б)Б. Член ЦИК БССР (1924—1925, 1927—1932) и Президиума ЦИК БССР (1929—1932).
С 1932 года — во Всесоюзном центральном совете профессиональных союзов, с 1934 года по июнь 1937 года — председатель совета профсоюзов Восточно-Сибирского края.
В августе 1937 года арестован по обвинению в «контрреволюционной террористической деятельности и участии в правотроцкистком подполье в Белорусской ССР». Этапирован в Минск. Внесён в сталинский расстрельный список от 19 апреля 1938 года по 1-й категории («за» Сталин, Молотов, Каганович, Жданов). Выездной сессией ВКВС СССР 28 июня 1938 года приговорен к высшей мере наказания. Расстрелян в то же день в Минске в группе осужденных ВКВС СССР (А. М. Любович, И. Ф. Куделько, В. В. Башмачников и др.). Место захоронения — спецобъект НКВД БелССР «Куропаты».
Реабилитирован посмертно 4 февраля 1956 года ВКВС СССР.